# 德黑兰
德黑蘭（波斯語： Ťehrân，發音：[tehˈɾɒːn]讀音ⓘ）是伊朗的首都和最大城市，同時是德黑蘭省省會，總人口達8,429,807人，是西亞地區人口最稠密的城市之一，也是世界第19大城市。
在20世紀，伊朗各地有大批民眾湧入德黑蘭定居，有意見認為德黑蘭的市區人口應要減少至少5,000,000人。德黑蘭有許多歷史上著名的清真寺、基督教堂、猶太會堂及琐罗亚斯德教的火廟。當代的德黑蘭是現代化的城市，高樓大廈林立，當中的阿扎迪塔及默德塔是德黑蘭的標誌性建築。德黑蘭在2008年是全球生活成本最低的城市。以城市人口計算，德黑蘭是全球第19大的都市，國內生產總值排行第56位，城市群人口排行第29位。伊朗的歷史悠久，首都也隨著時代的推進而變遷，德黑蘭是第32個伊朗首都。德黑蘭的母語是帶有德黑蘭口音的波斯語，98%的德黑兰人都使用母語，德黑蘭的大部分居民都是波斯人。在前伊斯蘭及伊斯蘭時代早期，德黑蘭在祆教裡稱為「拉伊」（Ray），亦即波斯古經裡的剌伽。

## 歷史

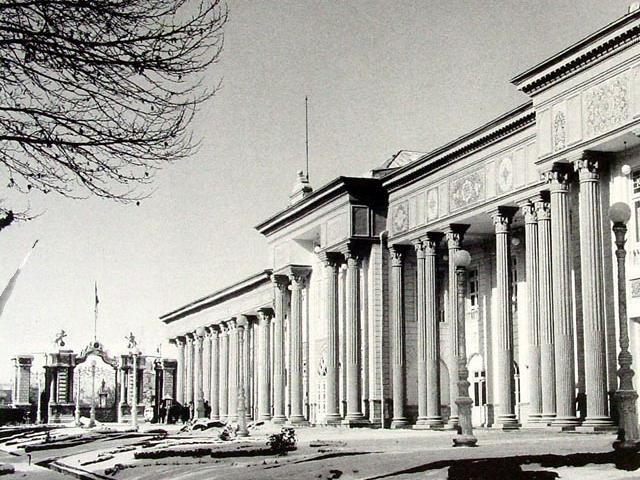
建於1920年代的原國會大廈。

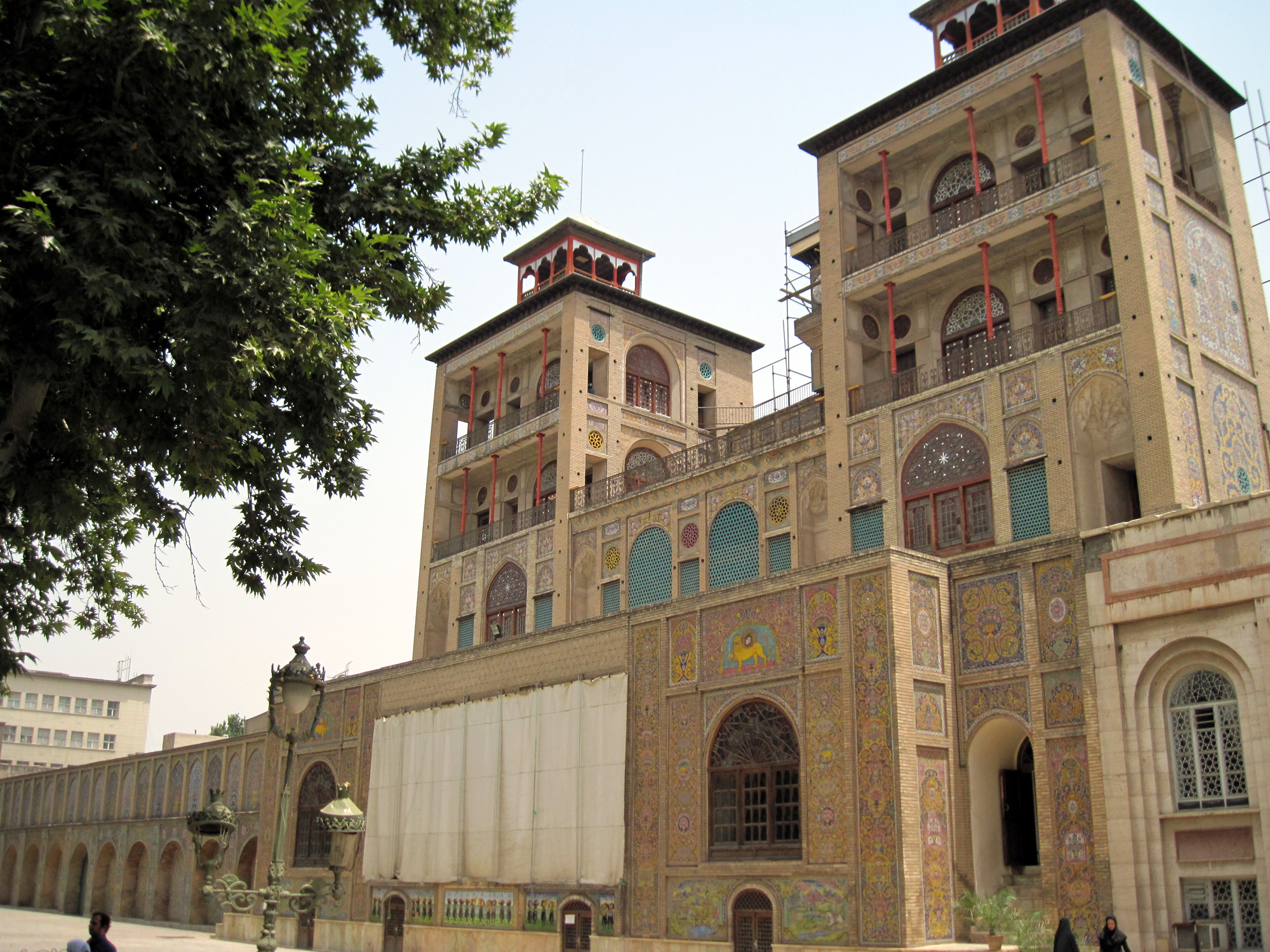
古列斯坦皇宮是德黑蘭較早的高聳的建築物，建於1865年至1867年間。

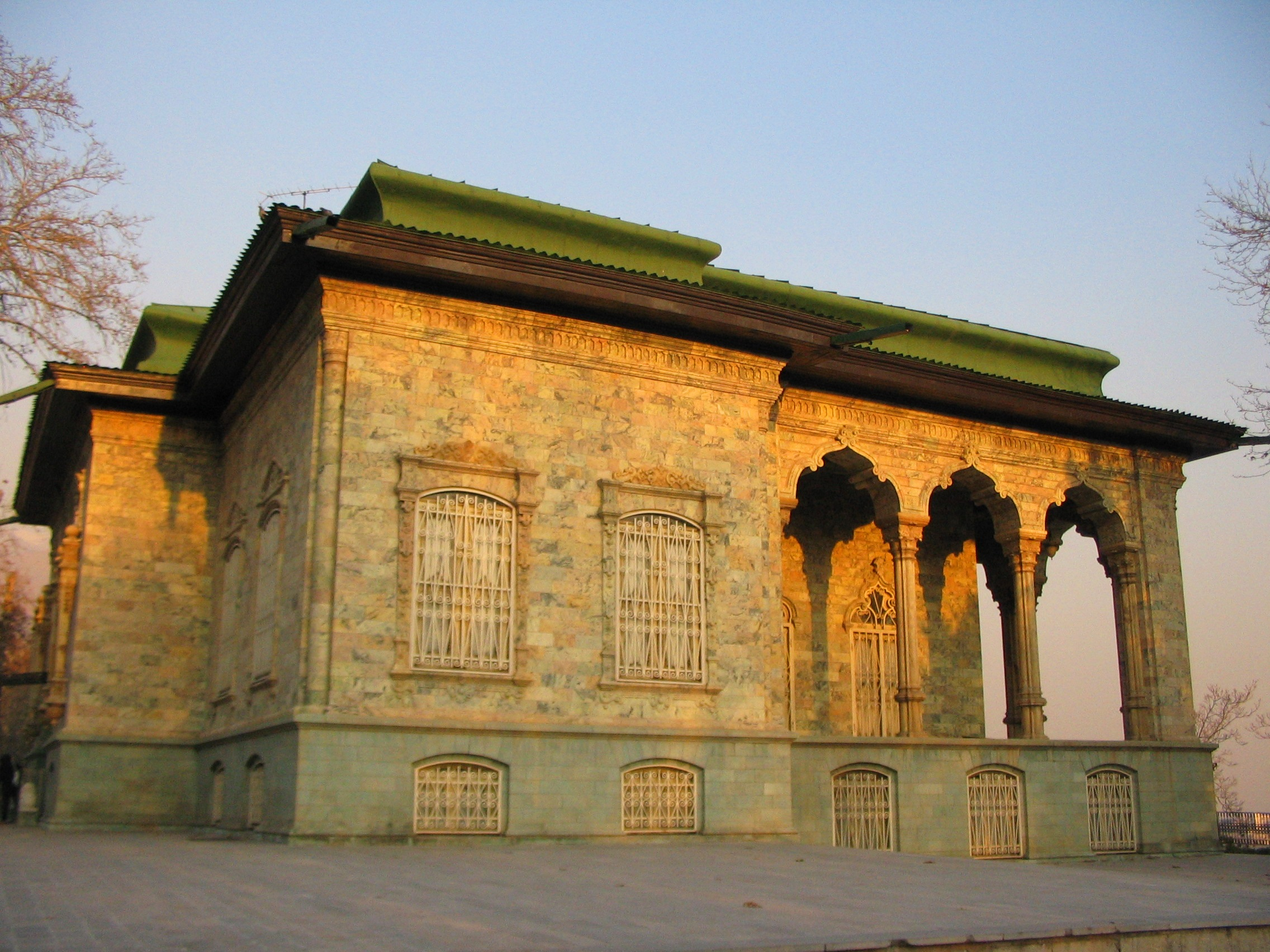
薩德阿巴德王宮建築群的綠宮。

1985年及2009年的德黑蘭。

德黑蘭古稱「拉伊」（Ray），這一詞在語源上與古波斯語及《波斯古經》裡的剌伽（Rhaga）有關係。剌伽是使用伊朗語的米底人及阿契美尼德人的活躍地區。在祆教的波斯古經裡，剌伽是阿胡拉·馬茲達所創造的第12個聖地，在古波斯文的銘文裡提到剌伽是一個省份，大流士一世在剌伽派遣援軍幫助他的父親敉平安息的動亂。剌伽附近的德馬峰在《列王紀》裡所描述為是弗雷頓綑綁龍形魔鬼查哈克（Zahhak）的地方，德馬峰在波斯神話和傳說裡都顯得十分重要，祆教裡的原人、《列王紀》裡的第一位國王蓋約馬爾特據說就居住在德馬峰。在傳說裡，達馬萬德的建立也是歸功於他。傳說中的射手阿拉什（Arash）就在德馬峰犧牲他的性命來射出一箭，箭矢所落之處便形成了伊朗與圖蘭的分界，每年的星節（Tiregan）就是紀念和慶祝這個傳說。根據一個波斯傳說，國王馬努切赫爾出生在達馬萬德。據說在1815年8月31日，達馬萬德舉行慶典以慶祝查哈克的死忌。根據祆教的傳說，查哈克會在末日之前被伊朗英雄加沙斯帕殺死。雖然現代史學家認為祆教的發源地是在大呼羅珊，但一些中古波斯文獻指出拉伊是祆教創始人查拉圖斯特拉的出生地。

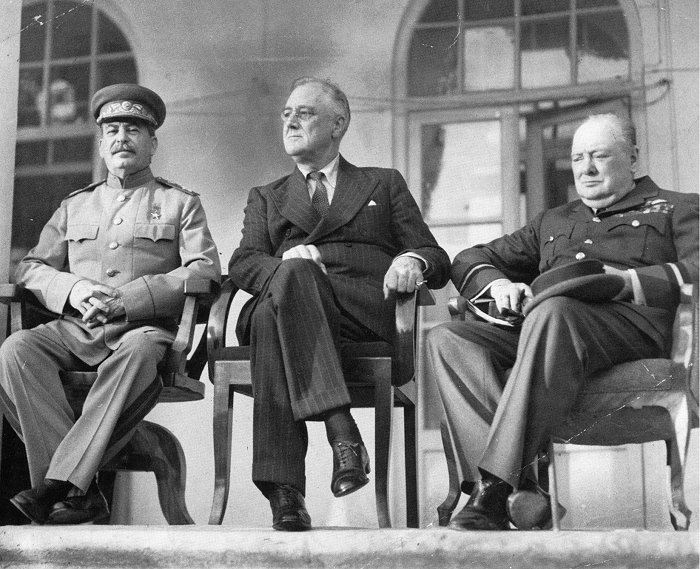
德黑蘭會議

在薩珊王朝統治時期，伊嗣俟三世在641年於拉伊向他的子民作出最後的呼籲後便逃向呼羅珊，以逃避阿拉伯人的侵略。舍赫爾·巴努神殿位於德黑蘭南郊，神殿只向女子開放，它是用以紀念耶斯提澤德的女兒，據說她是第三位什葉派伊瑪目塔利卜的妻子。拉伊是抵抗阿拉伯人侵略的巴赫拉姆六世的後裔及米倫家族的邑地。在那次侵略裡，阿拉伯人攻陷了拉伊，並摧毀了城鎮，其後又把它重建。在10世紀，許多伊斯蘭地理學家都在文獻裡詳細描述拉伊。雖然阿拉伯人希望可以在拉伊體現巴格達的繁華，但是他們在當地勢孤力弱，而且當地的波斯人遍及各個階層，烏古斯人分別在1035年及1042年將拉伊廢棄，拉伊在塞爾柱及花剌子模統治時期一度恢復過來。根據當時伊斯蘭史學家的記載，蒙古人屠殺了拉伊的居民，並完全廢棄拉伊。在薩珊王朝的編年史裡，拉伊已經淪為一個次要的城市。
德黑蘭的名字由來不明，它在9世紀時期是一個村落，但是名氣不及當時較繁華的剌伽。蘇菲主義學者納吉姆丁·拉齊認為拉伊在蒙古人入侵前的人口達500,000人。13世紀蒙古人毀滅了拉伊後，許多居民逃到德黑蘭。在一些早期的文獻裡，它被稱為「剌伽的德黑蘭」。地理學家哈马达拉·穆斯陶菲·加兹维尼在他的《心之喜》（Nuz'hat al-Qulub）裡描述德黑蘭是一個著名的村落。
紀念舍赫爾巴努（Shahrbanu）的神廟位於德黑蘭附近，她是第四位什葉派伊瑪目阿里·宰因·阿比丁的母親，鄰近的山岳都以她的名字命名。不過，一些文獻指出神廟原本是供奉水和豐產女神阿娜希塔（Anahita），在伊斯蘭時代伊朗人皈依伊斯蘭教後，人們為了保護神廟而改變了它的用途。
卡斯提亞王國使節魯伊·岡薩雷斯·克拉維約可能是第一位到訪德黑蘭的歐洲人，他在1404年7月前往帖木兒的首都撒馬爾罕（位於今烏茲別克）途中路徑德黑蘭，當時帖木兒控制著伊朗，而當時的德黑蘭仍沒有城牆保護。
18世紀初，卡里姆汗下令在德黑蘭興建一所皇宮及政府辦公室，或許是要表明德黑蘭是首都，但後來卻把政府辦公室遷往設拉子。1796年，卡扎爾王朝的阿迦·穆罕默德·汗加冕為王，同時德黑蘭成為了首都，直至現在。
在1920年代至1930年代，德黑蘭在伊朗沙阿禮薩汗的統治下幾乎從零開始建設，禮薩汗認為諸如古列斯坦皇宮、吐普哈內廣場（Toopkhaneh）、城堡、要塞等古建築不符合城市的現代化發展，這些建築都被有系統地摧毀，如國家銀行、警察總部、電報局、軍事學院等現代化伊朗式建築在原址上建立起來。室內大市集被一分為二，一些古蹟被拆除，用以建造寬直的大道。許多波斯花園都被納入重建項目裡。
在第二次世界大戰期間，英國及蘇聯軍隊進入過德黑蘭。1943年，美國總統羅斯福、英國首相丘吉爾及蘇聯部長會議主席史太林出席在德黑蘭舉行的德黑蘭會議。
在沙阿穆罕默德·禮薩·巴列維的統治下，德黑蘭在1960年代及1970年代的發展迅速，現代化的建築重塑了城市的面貌，未來數十年的城市發展計劃也制定了出來，1979年的革命使這些計劃中止，新政權落實了這些計劃的一些部分，如默德塔的建造。
在1980年至1988年的兩伊戰爭期間，德黑蘭多次被飛毛腿飛彈襲擊。

## 氣候

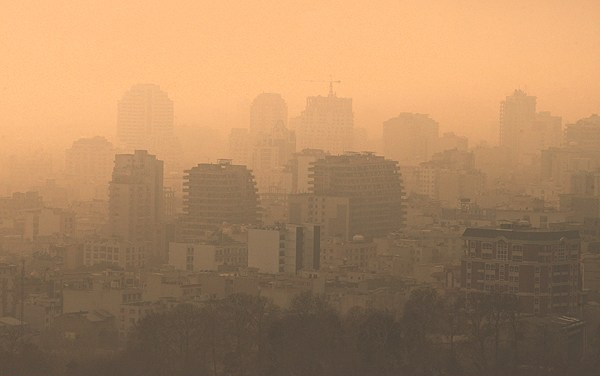
德黑蘭的空氣污染

德黑蘭屬於大陸性半乾旱氣候（柯本氣候分類法裡的寒冷半乾旱氣候）。德黑蘭的氣候在很大程度上受到地理位置的影響，厄爾布爾士山脈在德黑蘭以北，荒漠則在南面。城內各地區的海拔高度不一，北部山丘地帶的氣候通常較南部的平原涼爽。夏季炎熱、乾旱、少雨，相對濕度較低，晚間天氣清涼。冬季冷凉、干燥，但降水多于夏季。大部分的降雨都發生在晚秋至春季之間，全年濕度較平均。1月为最冷月（最低溫度-1 °C，最高溫度8 °C），7月为最熱月（平均最低溫度24 °C，平均最高溫度37 °C）。
德黑蘭的氣候較伊朗许多地區溫和，但极端的天氣狀況也并不罕见。极端最高气温为43 °C，极端最低气温为-15 °C。2008年1月5日和1月6日，在過往數年降雪量較少的情況下，德黑蘭突然遭受暴雪及低溫侵襲，積雪結冰的情況嚴重，部長會議宣佈進入緊急狀態，1月7日及1月8日停工停課。
| 北德黑蘭1998至2005年 | 北德黑蘭1998至2005年 | 北德黑蘭1998至2005年 | 北德黑蘭1998至2005年 | 北德黑蘭1998至2005年 | 北德黑蘭1998至2005年 | 北德黑蘭1998至2005年 | 北德黑蘭1998至2005年 | 北德黑蘭1998至2005年 | 北德黑蘭1998至2005年 | 北德黑蘭1998至2005年 | 北德黑蘭1998至2005年 | 北德黑蘭1998至2005年 | 北德黑蘭1998至2005年 |
| 月份                 | 1月                  | 2月                  | 3月                  | 4月                  | 5月                  | 6月                  | 7月                  | 8月                  | 9月                  | 10月                 | 11月                 | 12月                 | 全年                 |
| -------------------- | -------------------- | -------------------- | -------------------- | -------------------- | -------------------- | -------------------- | -------------------- | -------------------- | -------------------- | -------------------- | -------------------- | -------------------- | -------------------- |
| 历史最高温 °C（°F）  | 16.4 (61.5)          | 19.0 (66.2)          | 23.8 (74.8)          | 33.6 (92.5)          | 33.6 (92.5)          | 37.8 (100.0)         | 39.8 (103.6)         | 39.4 (102.9)         | 35.6 (96.1)          | 31.2 (88.2)          | 23.0 (73.4)          | 19.0 (66.2)          | 39.8 (103.6)         |
| 平均高温 °C（°F）    | 6.1 (43.0)           | 8.1 (46.6)           | 12.9 (55.2)          | 19.8 (67.6)          | 25.0 (77.0)          | 31.2 (88.2)          | 33.9 (93.0)          | 33.5 (92.3)          | 29.3 (84.7)          | 22.4 (72.3)          | 14.3 (57.7)          | 8.6 (47.5)           | 20.4 (68.8)          |
| 平均低温 °C（°F）    | −1.5 (29.3)          | −0.2 (31.6)          | 4.0 (39.2)           | 9.8 (49.6)           | 14 (57)              | 19.6 (67.3)          | 22.6 (72.7)          | 21.9 (71.4)          | 17.5 (63.5)          | 11.6 (52.9)          | 5.4 (41.7)           | 1.0 (33.8)           | 10.5 (50.8)          |
| 历史最低温 °C（°F）  | −11.4 (11.5)         | −11.0 (12.2)         | −8.0 (17.6)          | −1.6 (29.1)          | 3.0 (37.4)           | 12.0 (53.6)          | 15.4 (59.7)          | 13.5 (56.3)          | 8.8 (47.8)           | 2.6 (36.7)           | −5.2 (22.6)          | −9.6 (14.7)          | −11.4 (11.5)         |
| 平均降水量 mm（）    | 63.1 (2.48)          | 66.5 (2.62)          | 83.3 (3.28)          | 50.1 (1.97)          | 27.1 (1.07)          | 4.0 (0.16)           | 4.2 (0.17)           | 3.2 (0.13)           | 3.4 (0.13)           | 16.5 (0.65)          | 41.3 (1.63)          | 66.3 (2.61)          | 429 (16.9)           |
| 平均降雨天数         | 12.3                 | 10.9                 | 12.3                 | 10.0                 | 8.9                  | 3.3                  | 3.4                  | 1.6                  | 1.3                  | 5.8                  | 8.6                  | 10.7                 | 89.1                 |
| 平均降雪天数         | 8.9                  | 6.6                  | 2.5                  | 0.1                  | 0.1                  | 0                    | 0                    | 0                    | 0                    | 0                    | 0.6                  | 4.9                  | 23.7                 |
| 平均相對濕度（％）   | 67                   | 59                   | 53                   | 44                   | 39                   | 30                   | 31                   | 31                   | 33                   | 44                   | 57                   | 66                   | 46                   |
| 月均日照時數         | 137.2                | 151.1                | 186.0                | 219.1                | 279.8                | 328.7                | 336.6                | 336.8                | 300.5                | 246.8                | 169.4                | 134.1                | 2,826.1              |
| 来源：               |                      |                      |                      |                      |                      |                      |                      |                      |                      |                      |                      |                      |                      |

## 人口

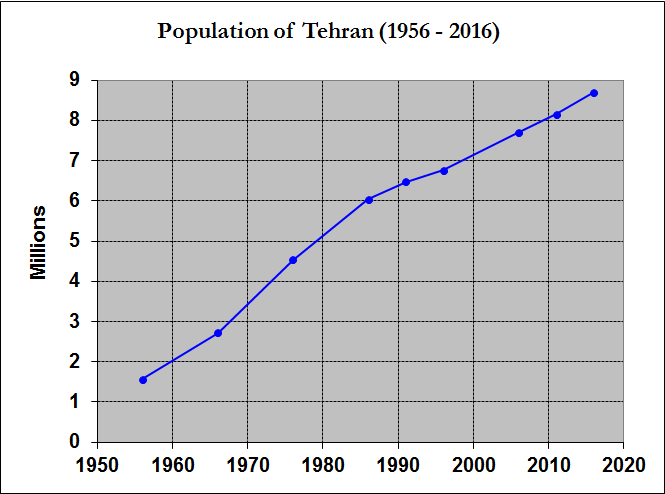
德黑蘭人口

在2006年，德黑蘭的人口總數約為780萬人。由於受到各國文化影響，德黑蘭的居民包括了全國各個民族及語族，他們代表了伊朗的各個民族（百分率不一）。德黑蘭的母語是帶有德黑蘭方言特点的波斯語，大部分的居民都是波斯人。居住在德黑蘭的少數民族包括阿塞拜疆人、庫爾德人、俾路支人、亞美尼亞人、 巴赫蒂亚里人、亞述人、塔里什人（Talysh）等。
根據德黑蘭大學社會學系在2010年的調查發現，在德黑蘭各個地區的所有社會經濟階層當中，63%的德黑蘭人在德黑蘭出生、98%的德黑蘭人懂波斯语、67%的德黑蘭人在民族上自認為波斯人、13%的德黑蘭人略懂歐洲語言。
德黑蘭的民族社會狀況在1980年代發生了急劇的轉變。1979年的伊朗伊斯蘭革命導致了政治、社會及經濟的改變，許多伊朗人承受的政治、社會及宗教壓力增加而離開伊朗，當中不少是德黑蘭人，他們大多出走到加拿大、美國、法國、瑞典及其他歐洲國家，當中最多人移居到美國、加拿大及法國。
隨後的兩伊戰爭爆發，伊拉克入侵伊朗，又有一批德黑蘭居民為了逃避戰難而離開，特別是在伊拉克空襲德黑蘭期間。當時伊拉克得到世界強權的支持，經濟上的孤立成為了德黑蘭居民離開的更重要原因，戰爭結束後，他們在習慣了外國的生活後大多沒有再回國。在戰爭期間，大量伊朗西部及伊朗西南接壤伊拉克地區的居民湧入了德黑蘭。
不穩的局勢加上鄰國阿富汗及伊拉克的戰事使上百萬名難民湧入伊朗，德黑蘭如同一塊磁石一樣吸引著勞工來到幫助城市進行戰後的修復工作，他們所要求的工資較本地勞工廉宜。在聯合國難民署的協助下，許多難民得以被遣送回國，但德黑蘭仍有可觀數量的阿富汗和伊拉克難民不願意離開，他們對祖國的前景感到悲觀。許多阿富汗難民是通曉波斯語的哈扎拉族及塔吉克族，他們會說波斯語的方言，而伊拉克難民主要是來自美索不達米亞的什葉派穆斯林，通曉阿拉伯語。
伊斯兰教十二伊瑪目派（什叶派中最大的支派）是目前伊朗的國教，大部分德黑蘭人都被認為是十二伊瑪目派的溫和信徒，但是由於缺乏獨立的統計，這個說法仍未得到證實。德黑蘭的少數宗教族群包括伊斯兰教遜尼派，伊斯兰教苏菲派，琐罗亚斯德教、巴哈伊教、猶太教、基督教（包括東方亞述教會、亞美尼亞使徒教會、迦勒底天主教會、罗马天主教會、基督復臨安息日會、伊朗基督新教教會、亞美尼亞福音教會、伊朗神召會、亞美尼亞天主教會、俄羅斯正教會及長老宗教会的信徒），以及不可知論者和無神論者。基督教各教派在德黑兰仍有一定影响。

## 遷都
關於遷都的計劃已經被提出過許多次，伊朗政府在2010年宣佈出於「安全和行政理由」而遷都的計劃已經有定案。伊朗國會選定沙赫魯德、伊斯法罕及塞姆南市為未來首都的候選城市。為了避免地震帶來的潛在破壞，政府也有搬遷163所國有企業及一些大學的計劃。總統馬哈茂德·艾哈邁迪內賈德認為至少5,000,000人應遷出德黑蘭，伊朗當局現正將國防相關的企業遷出德黑蘭。

## 行政區劃
德黑蘭縣北臨谢米蘭縣（Shemiran），東接達馬萬德縣（Damavand，德馬峰），南通埃斯蘭夏爾縣、帕克達什特縣（Pakdasht）及雷伊，西鄰卡拉季縣（Karaj）及沙赫黎亞縣（Shahriyār）。

### 德黑蘭轄區及鄰近地區

德黑蘭市轄區

德黑蘭市劃分為22個市轄區，每個市轄區都設有行政中心。
在這22個市轄區當中，德黑蘭的主要地區包括阿巴斯阿巴德（Abbas Abad）、阿夫薩里耶（Afsariyeh）、阿馬尼耶（Amaniyeh）、阿米爾阿巴德（Amir Abad）、薩迪吉耶（Sadeghiyeh）、巴格菲茲（Bagh Feiz）、巴哈雷斯坦（Baharestan）、達拉凱（Darakeh）、達爾班德（Darband）、達爾達什特（Dardasht）、達拉巴德（Darabad）、達魯（Darrous）、德赫卡德赫奧林皮克（Dehkadeh Olampik）、埃克提亞瑞赫（Ekhtiarieh）、埃克巴坦（Ekbatan）、以拉埃赫（Elahieh）、埃萬（Evin）、法曼尼赫（Farmanieh）、費列什泰赫（Fereshteh）、賈伊達瑞赫（Gheytarieh）、戈爾哈克（Gholhak）、吉沙（Gisha）、戈姆羅克（Gomrok）、哈桑阿巴德（Hasan Abad）、賈馬倫（Jamaran）、占納阿巴德（Jannat Abad）、賈瓦迪耶（Javadiyeh）、祖姆胡里（Jomhuri）、約旦（Jordan）、拉維桑（Lavizan）、邁赫蘭（Mehran）、納爾馬克（Narmak）、納瓦布（Navvab）、納齊阿巴德（Nazi Abad）、尼亞瓦蘭（Niavaran）、舍赫爾公園（Park-e Shahr）、帕斯達朗（Pasdaran）、皮羅齊（Piroozi）、普納克（Punak）、雷伊（Rey）、薩阿達特阿巴德（Sa'adat Abad）、賽義德漢丹（Seyed Khandan）、蘇瑞瓦爾迪（Sohrevardi）、沙赫拉拉（Shahrara）、舍赫爾齊巴（Shahr-e ziba）、沙赫拉克加爾卜（Shahrak-e Gharb）、賽米蘭（Shemiran）、塔傑里什（Tajrish）、德黑蘭帕爾斯（Tehranpars）、德黑蘭薩爾（Tehransar）、凡納克（Vanak）、費倫賈克（Velenjak）、耶夫特阿巴德（Yaft Abad）、優素福阿巴德（Yusef Abad）及扎法蘭尼赫（Zafaraniyeh）。

### 舊城區
在巴列維時期，舊城區經歷了重大的轉變，德黑蘭現存的舊城區包括大市集、查萊赫梅伊丹（Chaleh Meydan）、杜拉（Doulat）、彭梅納爾（Pamenar）。查萊赫梅伊丹是當中最古地的地區。

## 飲食
德黑蘭有許多現代化和時髦的餐廳，款待伊朗人及全球各國的人。德黑蘭最受歡迎的菜式是切洛喀巴（Chelow kabab，「喀巴」源自波斯語，即是烤肉）。西式快餐也受到年青一代的歡迎。銷售披薩、三明治及烤肉的店舖遍佈全城。

## 經濟
德黑蘭是伊朗的經濟中心。約30%公營機構的勞動人口及45%的大型企業都位於德黑蘭、當中近半數的勞動人口都為政府機關工作。其他的勞動力是工廠工人、店主、體力勞動者及運輸工人。由於伊斯蘭政府與西方的關係緊張，只有少數外國企業在德黑蘭運作，而在伊朗伊斯蘭革命之前，許多外國企業都在這個地區運作。現在，汽車制造業、電子及電力設備、軍工、紡織、制糖、水泥及化工都是德黑蘭的主要現代產業，德黑蘭還是首屈一指的地毯及家具銷售中心。城市南部靠近雷伊還有煉油廠。德黑蘭有四個機場，分別是梅赫拉巴德國際機場、伊瑪目霍梅尼國際機場、加勒赫莫爾吉機場（Ghal'eh Morghi airfield）及杜森塔佩空軍基地（Doshan Tappeh Air Base）。
德黑蘭相當倚賴私家車、巴士、摩托車和的士，她是世界上最倚賴汽車的城市之一。德黑蘭證券交易所是國際證券交易所聯會的正式成員，同時是歐亞證券交易所聯會的創始會員，它是近年來表現最好的證券交易所之一。

## 交通

### 機場

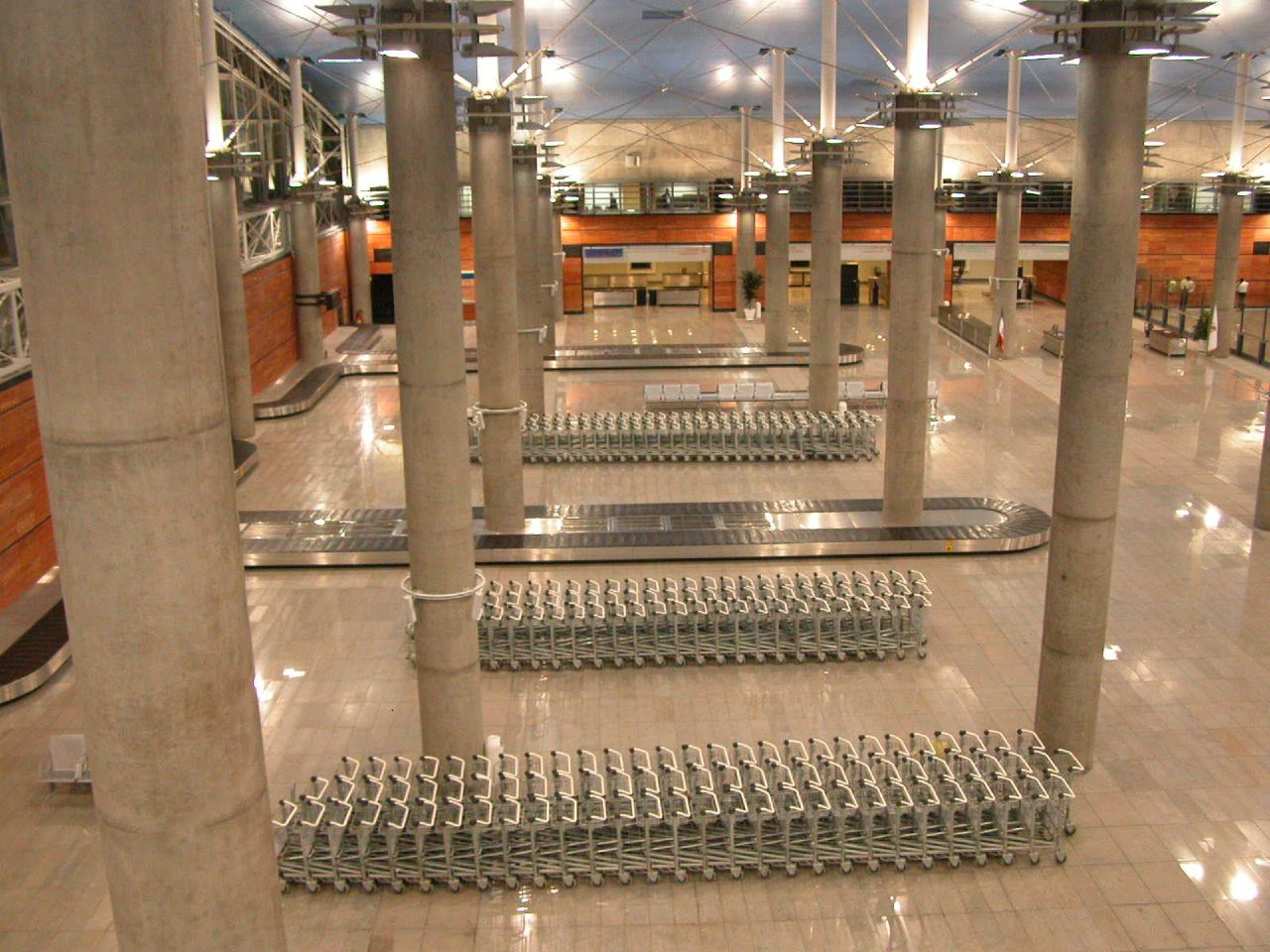
伊瑪目霍梅尼國際機場（IKA）

德黑蘭正在開放使用的機場有兩個：梅赫拉巴德國際機場及伊瑪目霍梅尼國際機場。梅赫拉巴德國際機場是軍民兩用的機場，供本地及專供朝聖的航班使用，位於德黑蘭西部。伊瑪目霍梅尼國際機場則位於德黑蘭市以南50公里，供幾乎所有國際航班使用。

### 鐵路
德黑蘭有一個中央火車站，連接全國各個城市，而德黑蘭連接歐洲的鐵路亦已開通。

### 地鐵

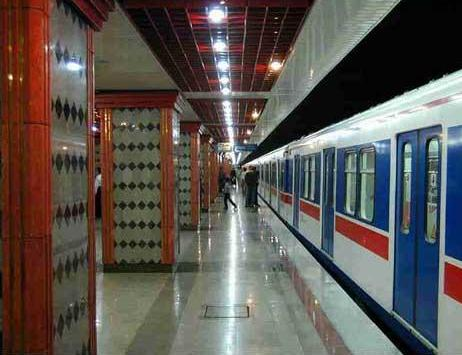
德黑蘭地鐵

德黑蘭地鐵是世界上最潔淨的地鐵系統之一，日载乘客达两百多万人，年客运量同時是中東最大型的地鐵系統。德黑蘭地鐵的可行性研究及理論計劃早在1970年代便開展。在8條規劃的地鐵線路當中，2條地鐵線路在2001年開始營運。德黑蘭地鐵現時有6條地鐵線路正在營運，现總長度達152公里，共119个站。另外還有2條地鐵線路正在施工中，预计所有地铁修建完成时总长度为430公里。搭乘任意一般地铁并不管距离需要10000伊朗里亚尔(2019.09)

### 道路公共交通

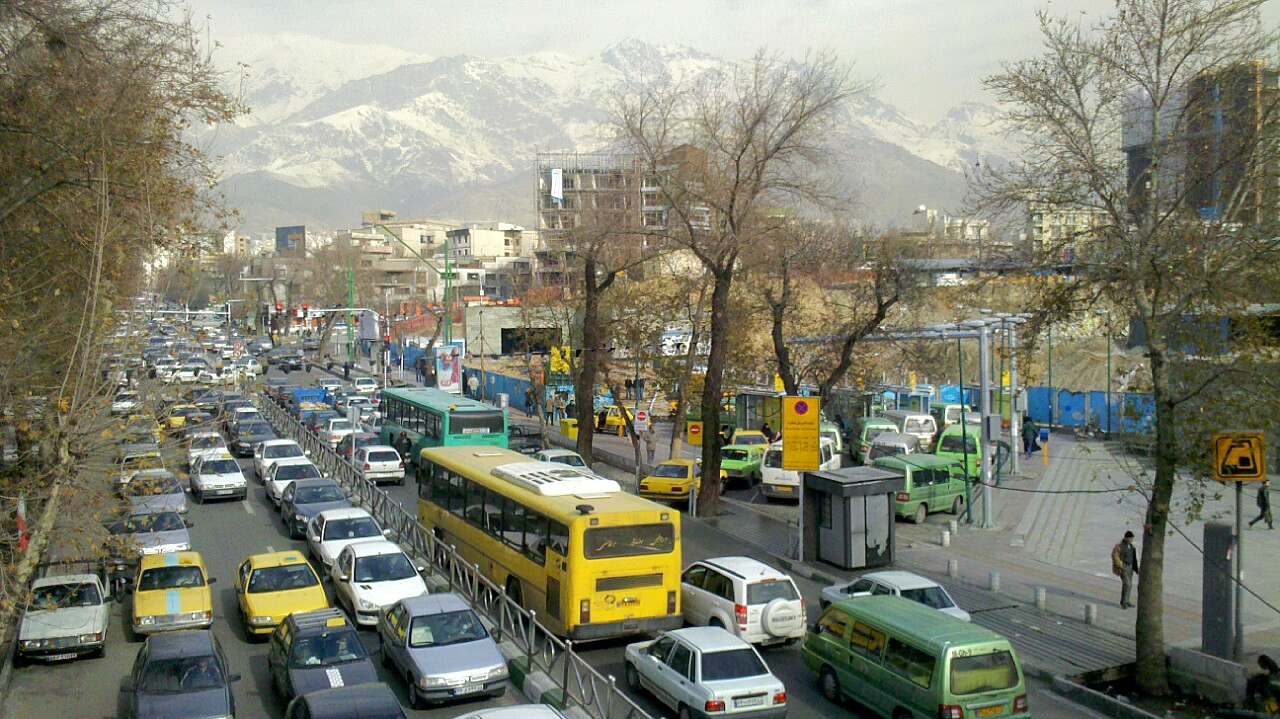
城市交通拥堵

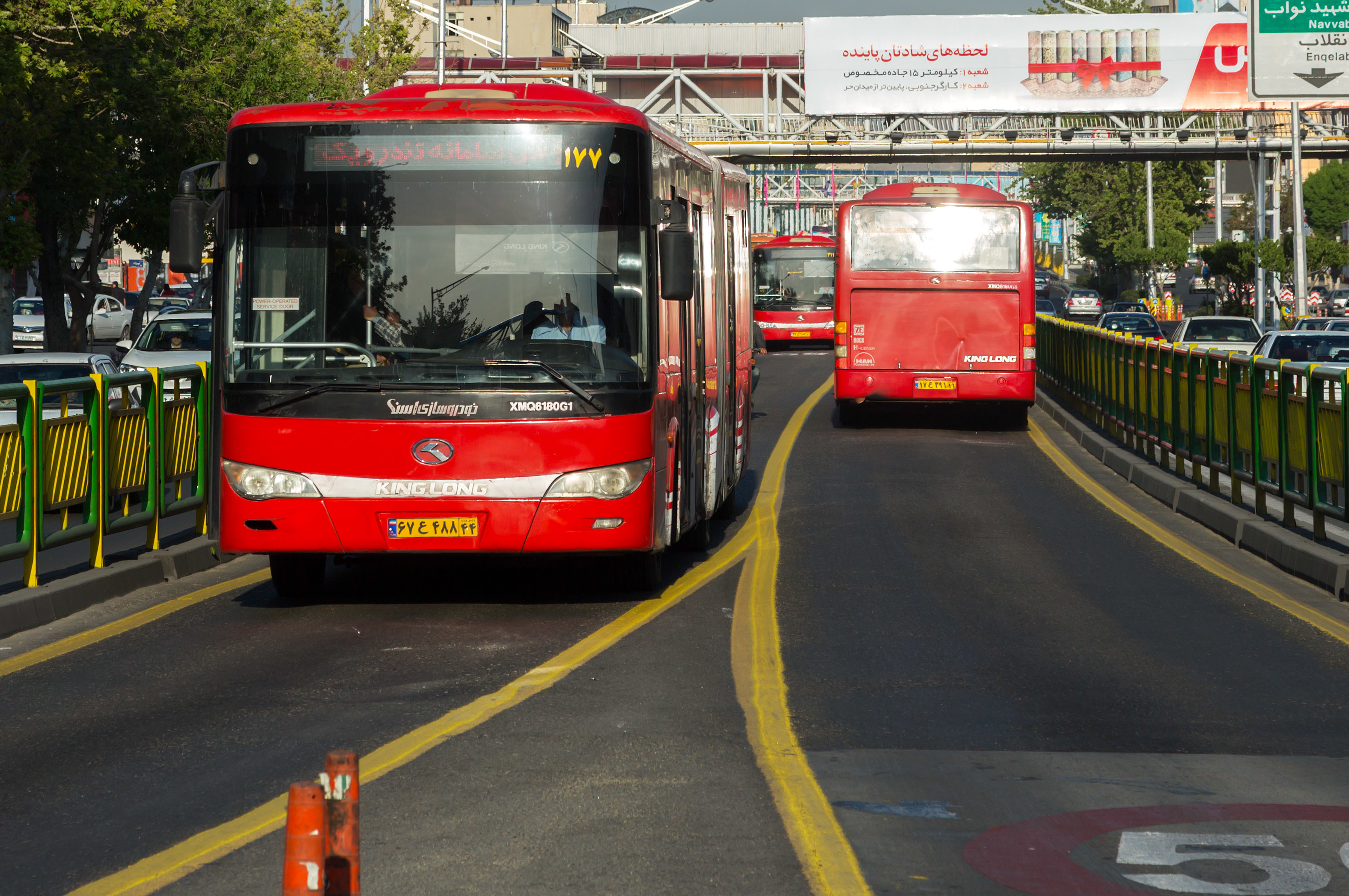
德黑兰快速公交

公共汽车、無軌電車及巴士快速交通系統都納入了德黑蘭的交通系統。
公共汽車早在1920年代已投入服務。德黑蘭的4個巴士總部提供轉車服務，該4個巴士總站分別位於南部、東部、西部及貝伊哈格希公園。
無軌電車在1992年開始投入使用，採用斯柯達公司出產的65部雙節電車，這是伊朗第一個無軌電車系統，也是目前唯一的無軌電車系統。2005年，無軌電車系統的5條路線全部以伊瑪目侯賽因廣場及德黑蘭地鐵2號線的伊瑪目侯賽因地鐵站為起點，當中2條路線向東北延伸，這些路線都設在廣闊行車道的中央（沿著達馬萬德街），約每500米都設有一個無軌電車專用的車站。另外3條路線向南而行，以混合交通的形式運行。2組路線以半直通及本地形式（所有車站都會停車）運作。
2008年，德黑蘭巴士快速交通在德黑蘭市長穆罕默德-巴蓋爾·加利巴夫的主持下正式啟用。德黑蘭巴士快速交通有3條路線，60個車站，網絡覆蓋德黑蘭各個地區。截至2011年，德黑蘭巴士快速交通路線的總長度達100公里，每天的人流量達1,800,000人。

### 車輛
根據德黑蘭市政局環境及可持續發展辦公室，德黑蘭可以容納700,000輛汽車，但現時在德黑蘭的街道上行駛的汽車高達3,000,000輛。

## 空氣污染

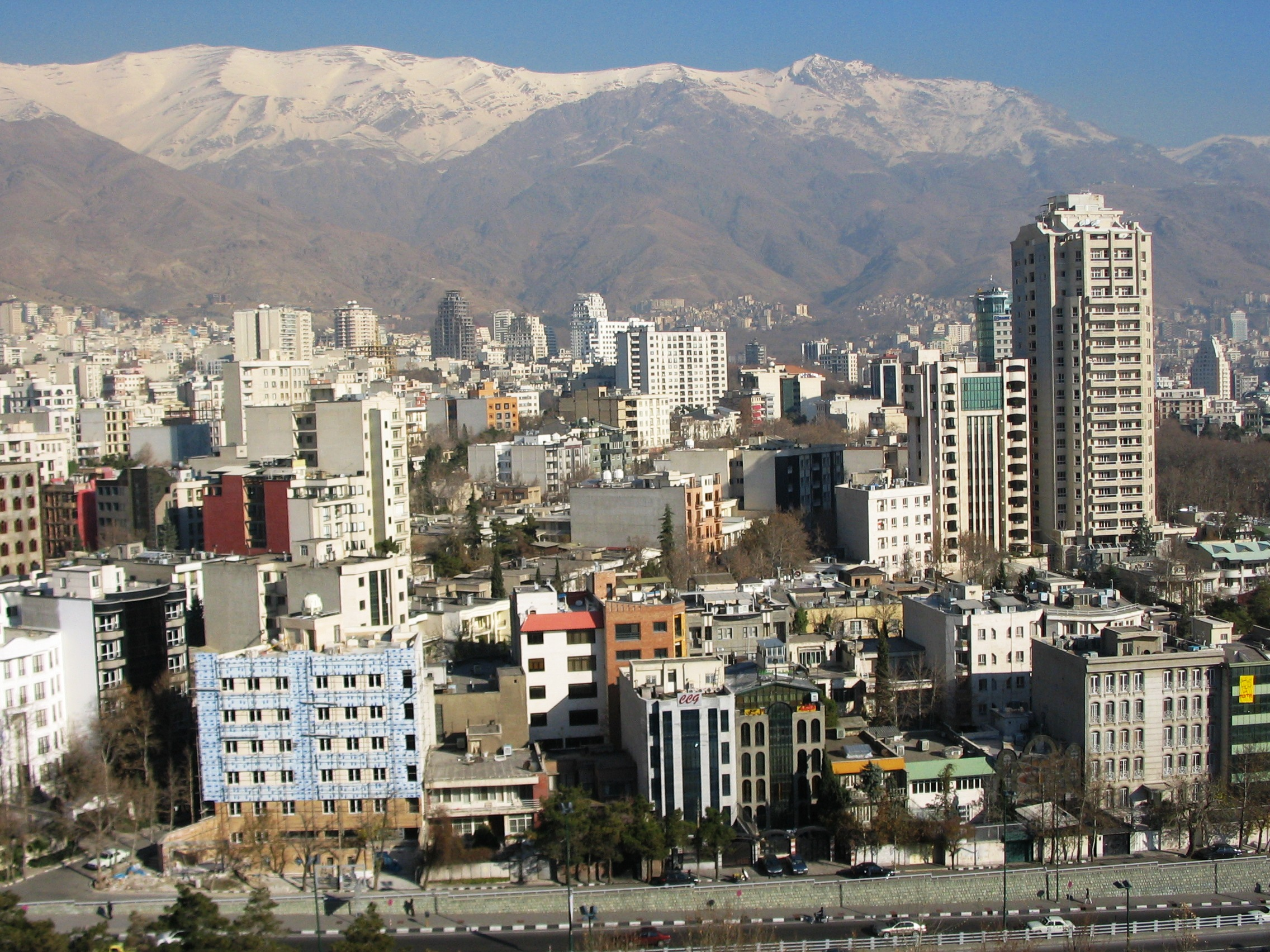
在空氣比較清淨的時候，厄爾布爾士山脈及德黑蘭市面都清晰可見。

德黑蘭面臨嚴重的空氣污染，市内經常出现大范围的煙霧，使人呼吸困難及導致肺部疾病。據估計，德黑蘭每天有27人死於空氣污染引發的疾病。據當地官員所說，恶劣的空氣质量在單一個月內可導致3,600人死亡。空氣污染的源頭8成來自汽車尾气，其餘2成來自工業污染。一些估計認為單是摩托車已經佔了德黑蘭空氣污染源頭的3成及噪音污染源頭的5成。
伊朗在2007年實施汽油配給計劃，但在減少污染上的收效甚微。2011年，在交通系統得到改善及由於資助改革計劃而導致汽油價格上升的情況下，政府期望可以改善交通和污染問題。
德黑兰嚴重的空氣污染主要是以下的原因造成的：
- 大部分工業都分佈在德黑蘭市郊，城市充斥著老舊的車輛，不符合當今的排放法規。
- 許多市民都使用私家車或的士代步，造成嚴重的交通擠塞。
- 德黑蘭的北方是廣袤的厄爾布爾士山脈，阻隔了裏海吹來的溫暖潮溼氣流，时常出现的逆溫现象令德黑蘭的空氣污染物难以稀释消散。常年乾燥少雲的天氣使德黑蘭日照极为充足,而紫外線加上污染物令空气中臭氧含量上升。此外，據報導伊朗生產的汽油質素欠佳，使污染問題加劇[58]。

政府致力於減少空氣污染，鼓勵的士和巴士以壓縮天然氣引擎取代汽油引擎。此外，自伊朗伊斯蘭共和國在1979年建立以來便在市中心的交通繁忙時間期間設立了「交通分區」，進入「交通分區」的車輛受到特殊的限制。政府也希望提高市民對污染危害的意識，例如在全市安裝污染指標顯示器，監測懸浮粒子、二氧化氮、臭氧、二氧化硫及一氧化碳的含量，顯示器還會顯示空氣污染指標，空氣污染指標是以上5種污染物的空氣质量測量的綜合指數，將每種污染物的水平區分為安全、有害及危險。

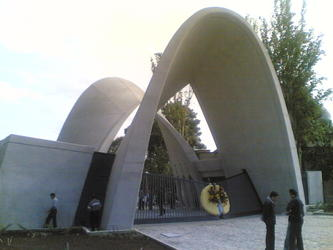
伊朗科技大學。

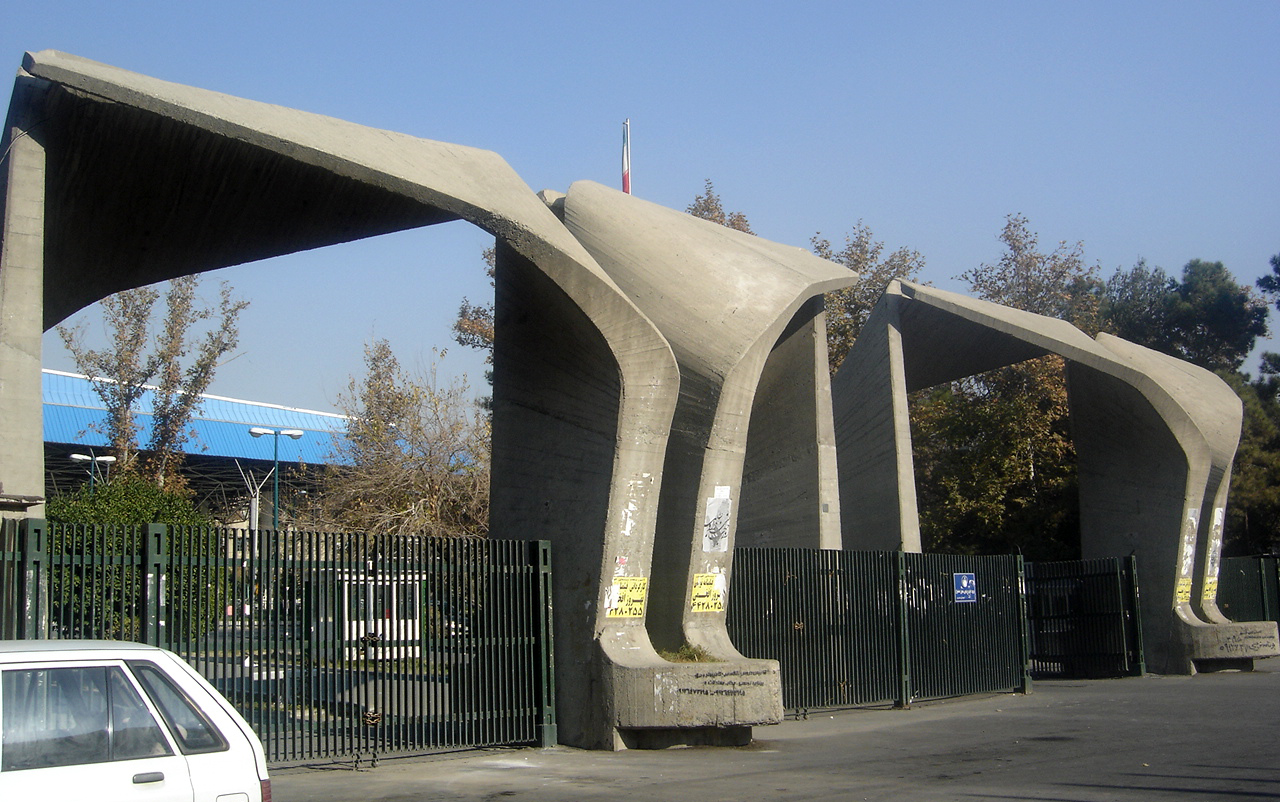
德黑蘭大學大門。

## 教育及研究
德黑蘭是伊朗最大及最重要的教育中心，現今約有50所高等院校及大學都坐落在大德黑蘭。
自精英學校（Dar ul-Funun）在19世紀中成立後，許多高等教育機構都聚集在德黑蘭，一些高等教育機構在伊朗的政治事件當中展示出它們的重要角色。塞繆爾·馬丁·喬丹（Samuel Martin Jordan）是厄爾布爾士高級中學的創立者之一，德黑蘭的喬丹徑以他的名字命名。在德黑蘭眾多教育機構當中，謝里夫理工大學（Sharif University of Technology）是伊朗最享負盛名的理工大學，德黑蘭大學是伊朗最大及歷史最悠久的國立大學，也是中東及中亞最古老的大學之一。
德黑蘭的阿米爾卡比爾理工大學（Amirkabir University of Technology）、沙希德·贝赫什提大学、KN圖什理工大學（K.N.Toosi University of Technology）、伊朗科技大學、伊朗醫科大學（Iran University of Medical Sciences）、薩伊德大學（Shahed University）及塔比阿特莫達勒斯大學（Tarbiat Modares University）都是伊朗排名較高的大學。
一些宗教學校、神學院及國內最大的軍事學院都位於德黑蘭。

## 體育
德黑蘭是第一個主辦亞洲運動會的中東城市，1974年亞洲運動會吸引了25個國家2,363名運動員及官員參與。

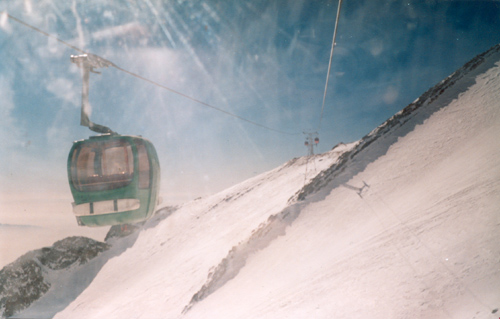
托恰爾架空纜車。

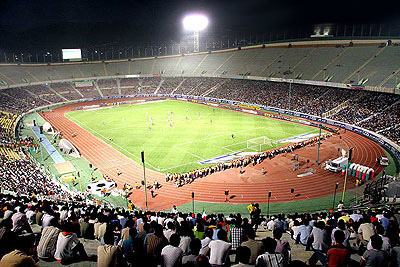
阿薩迪體育場是全球第4大足球場、中東第1大足球場。

阿薩迪體育場是伊朗國家足球隊的主場，配備100,000個座位，阿薩迪足球場是伊朗及中東最大的足球場，也是全球最大的足球場之一。許多伊朗足球超級聯賽的頂部賽事都在這裡舉行。2005年，由於發生了致命意外及安全措施不足，國際足球聯合會下令伊朗限制觀眾進入阿薩迪足球場。沙希德達斯特蓋爾迪球場（Shahid Dastgerdi Stadium）、塔赫季球場（Takhti Stadium）、沙希德施魯迪球場（Shahid Shirudi Stadium）都是位於德黑蘭的球場。
蒂津滑雪勝地位於德黑蘭以北的厄爾布爾士山脈，托恰爾滑雪勝地是世界上海拔第5高的滑雪勝地，海拔高度超過3,730米，托恰爾滑雪勝地在1976完工，恰好在沙阿被推翻前不久。
要登上托恰爾滑雪勝地必須乘搭8公里長的架空纜車，這可能是世界上最長的架空纜車，最高點的第7站連接3個斜坡，最長的斜坡在南方，那是一個U型的斜坡，由第7站一直向下延伸至第5站。另外2處斜坡位於第7站的北方，有兩條平行的登山吊椅纜車，可到達3,900米接近托恰爾的最高點，比架空纜車的第7站更高，其海拔高度是歐洲滑雪勝地都不及的。
托恰爾滑雪勝地第7站在1年的8個月內都可以滑雪，靠近德黑蘭也有一些冰川和雪地可供滑雪。伊朗現在有12個滑雪勝地，托恰爾、蒂津及謝姆沙克（Shemshak）是當中最著名的滑雪勝地，距德黑蘭的車程只需1至3小時。
德黑蘭是伊朗足球超級聯賽多支球隊的根據地，包括德黑蘭獨立、柏斯波利斯及德黑蘭石油。

## 建築

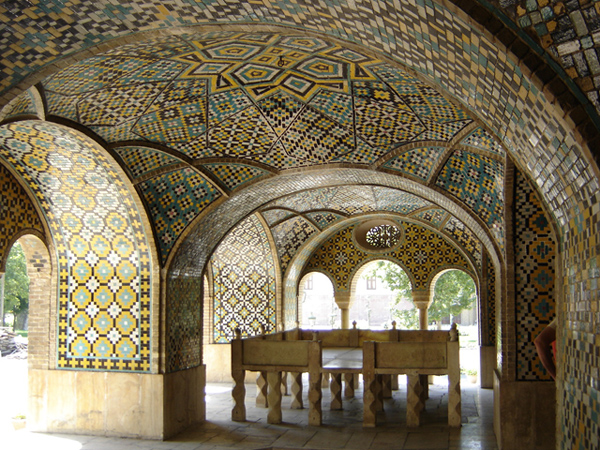
卡里姆汗宮。

德黑蘭是相對古老的城市，具有獨特的建築傳統風格。德黑蘭的考古研究和挖掘都發現其文明可以追溯到公元前6000年的拉伊，如今拉伊已經併入德黑蘭。在歷史裡，德黑蘭在大部分時間裡都是一個人口稀少的村落，直到18世紀末成為首都後才變得相對重要。雖然德黑蘭在卡扎爾王朝時期及之前發生過多次地震，但仍保留著一些古代建築。德黑蘭是當今伊朗的首都，建有現代化的基礎建設。舊城區的士紳化的現象及文化象徵建築物的毀壞引起了一些關注。
阿扎迪塔已是德黑蘭的一個地標，建造阿扎迪塔是為了紀念波斯帝國建國2500周年，阿扎迪塔的原名是「沙赫雅德塔」（Shahyad Tower），伊朗伊斯蘭革命後才改名為阿扎迪塔，意思是「自由之塔」。新近建成的默德塔可能會取代阿扎迪塔成為德黑蘭的新象徵。默德塔是世界第6高的高塔，默德塔建築群建有數間餐廳、一所5星級酒店、一所會展中心、一所世貿中心及一個科技園。由於區內的地震活動頻繁，德黑蘭的樓房層數較低，但為了應付人口增加而不得不建造現代化的高樓建築。自1830年以後，德黑蘭再也沒有發生過嚴重的地震。
位於優素福阿巴德地區以北的德黑蘭國際大廈（Tehran International Tower）是德黑蘭最高的住宅建築，其設計與美國內華達州克拉克縣帕拉代斯拉斯維加斯大道的曼德勒海灣酒店相似。德黑蘭國際大廈位於優素福阿巴德的北方、哈姆基公路的南方，科爾德斯頓公路的東方、謝赫巴哈公路的西方，這些公路可通往德黑蘭各個地區。

## 旅遊及觀光勝地

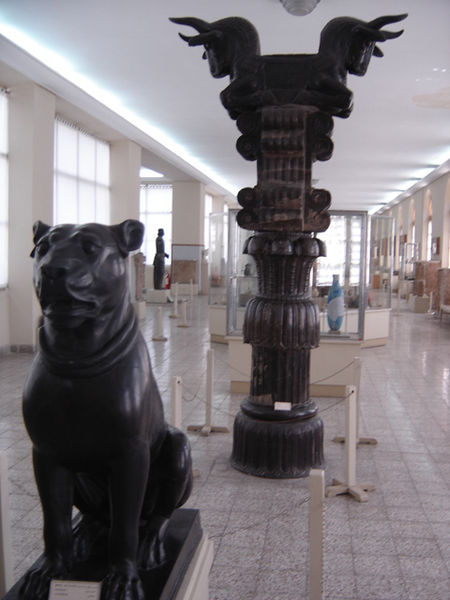
德黑蘭伊朗國家博物館的阿契美尼德王朝收藏品。

作為伊朗的首都，德黑蘭具有眾多文化景點。波斯皇帝的孔雀寶座可在古列斯坦皇宮裡找到。伊朗國家博物館、萨阿德·奥包德宫殿群、伊朗玻璃制品及陶瓷博物館（Glassware and Ceramics Museum of Iran）、伊朗地毯博物館（The Carpet Museum of Iran）、德黑蘭釉下彩繪博物館（Tehran's Underglass painting Museum）、尼雅瓦朗皇宮建築群（Niavaran Palace Complex）及薩菲爾辦公室設備博物館（Safir Office Machines Museum）是德黑蘭較知名的博物館。德黑蘭現代藝術博物館的收藏品包括梵高、巴勃羅·畢卡索及安迪·華荷的作品，這些作品原本是皇后法拉赫·迪巴的收藏品。
德黑蘭還藏有伊朗御寶（又稱波斯御寶），據稱伊朗御寶是世界上最大、最耀眼炫目、最有價值的寶石收藏品，當中包括王冠、權杖、古波斯頭飾、羽飾、鑲上寶石的劍及盾、寶玉、翡翠、紅寶石及鑽石，還有伊朗沙阿在2500年來收藏的各種物品。伊朗御寶在德黑蘭的中央銀行供公眾參觀。
德黑蘭國際書展是國際出版界公認為亞洲及中東最重要的书展。

### 娛樂休閒
年輕一代最流行的社交活動都圍繞著電影院，許多電影院都位於市中心，德黑蘭最大的電影院阿扎迪電影院在2008年落成。對家庭來說，伊爾姆動物園和伊爾姆城市遊戲城是流行的聚會地點。
藝人經常在藝人之家會面。赫爾劇院在1962年開幕，是德黑蘭及中東最大的劇院。德黑蘭電視一台、德黑蘭劇院電視、奧米德電視及德黑蘭演藝電視是德黑蘭最受歡迎的電視台。

### 宗教場所
許多新舊的宗教場所散落在德黑蘭各處。各種宗教的信徒可到清真寺、教堂及猶太教堂進行宗教活動。
德黑蘭的週五禮拜通常在德黑蘭大學舉行，由一位週五領拜者帶領，伊朗最高領袖有時也會出席週五禮拜。數十萬民眾會參與週五禮拜，期間全城都會陷入靜止狀態。

## 姐妹城市
- 中華人民共和國北京[74]
- 美國洛杉磯[75]
- 俄羅斯莫斯科[76]
- 南韓首爾[77]
- 菲律賓馬尼拉[78]
- 白俄羅斯明斯克[79]
- 古巴哈瓦那[80]
- 阿聯酋杜拜[81]
- 塔吉克斯坦杜尚別[82]
- 英國倫敦[83]
- 南非比勒陀利亞[84]
- 委內瑞拉卡拉卡斯[85]
- 印尼雅加達[86]

## 塗鴉
德黑蘭的塗鴉具有不同的風格和類型，一些政府機構會漆上一些標語，過去數年德黑蘭市政當局所畫的塗鴉是用以美化城市。

## 大事
- 第7屆亞洲運動會在1974年9月1日至1974年9月16日於伊朗德黑蘭舉行。運動會在阿扎迪綜合體育館（Azadi Sport Complex）進行，這是亞洲運動會第一次中東舉行，25個國家3,010位運動員參與了該屆亞洲運動會，這是自亞洲運動會舉辦以來參與人數最多的一屆[88]。
- 1976年亞洲盃足球賽是第6屆舉辦的亞洲盃足球賽，賽事在伊朗德黑蘭舉行，6隊參賽球隊分為2組進行比賽，伊朗在該屆賽事奪得連續第3屆冠軍，伊朗國家足球隊在決賽裡以1-0擊敗科威特[89]。
- 第1屆西亞運動會在1997年11月19日至11月28日於德黑蘭舉行，賽事的成功促使了西亞運動會聯盟的成立[90]。

### 引用
1. ↑   (PDF).   [2011-07-04]. （原始内容 (PDF)存档于2011-07-06） （英语）.
2. ↑  . World Gazetteer.   [2011-07-04]. （原始内容存档于2010-01-10） （英语）.
3. ↑  . UN.   [2011-07-04] （英语）.[永久]
4. ↑  . Britannica Online Encyclopedia.   [2011-07-04]. （原始内容存档于2012-03-30） （英语）.
5. ↑  . Iran Times International. 2010-07-30  [2011-07-04]. （原始内容存档于2021-01-09） （英语）.
6. ↑  Les Christie. . CNN. 06-03-2007  [2011-07-04]. （原始内容存档于2011-06-05） （英语）.
7. ↑  . World Economies. 06-03-2007  [2011-07-04]. （原始内容存档于2012-12-24） （英语）.
8. ↑  Tann vom Hove. . City Mayors: World's most expensive cities (EIU). 2008-06-17  [2011-07-04]. （原始内容存档于2010-03-16） （英语）.
9. ↑  . Payvand. 2003-07-28  [2011-07-04]. （原始内容存档于2021-01-03） （英语）.
10. ↑  . housingnepal.com.   [2011-07-04]. （原始内容存档于2021-01-09） （英语）.
11. ↑  . City Mayors.   [2011-07-04]. （原始内容存档于2020-06-08） （英语）.
12. ↑  Schuppe 2008，第13頁
13. 1 2  Abbasi-Shavazi, McDonald & Hosseini-Chavoshi 2009，第100-101頁
14. ↑  Erdösy 1995，第165頁
15. ↑  Adle & Hourcade 1992，第22頁
16. 1 2 3 4 5 6 7 8 9 10  Minorsky & Bosworth 1997
17. 1 2 3 4 5 6 7  Tafazolli
18. ↑  Curtis & Stewart 2005，第37頁
19. ↑  Samira Behrooz、Katayoun Karampour. . Tehran Historical City Office.   [2011-07-07]. （原始内容存档于2011-07-24） （英语）.
20. ↑  Jubber 2010，第44頁
21. ↑  Encyclopaedia Britannica, inc 2006，第192頁
22. ↑  Singh 2002，第130頁
23. ↑  Khosravi 2008，第9頁
24. ↑  Brune 2003，第617頁
25. ↑  Miscamble 2007，第55頁
26. ↑  Hume 1994，第149頁
27. ↑  . Iran Tour.   [2011-07-08]. （原始内容存档于2003-06-10） （英语）.
28. ↑  . News24. 07-01-2008  [2011-07-08]. （原始内容存档于2020-04-11） （英语）.
29. ↑  . BBC. 09-01-2008  [2011-07-08]. （原始内容存档于2021-03-09） （英语）.
30. ↑  I.R. OF IRAN SHAHREKORD METEOROLOGICAL ORGANIZATION (IN PERSIAN) 的存檔，存档日期2017-08-29.. 1988–2010
31. ↑  Sorensen 2010，第85頁
32. ↑  "Chand Darsad Tehranihaa dar Tehran Bedonyaa Amadand"（在德黑蘭出生的德黑蘭人佔多少百分率） （页面存档备份，存于） （页面存档备份，存于） （页面存档备份，存于）
33. ↑  Federal Research Division 2004，第113頁
34. ↑  Khosravi 2008，第58頁
35. ↑  Burke & Elliot 2008，第52頁
36. ↑  Zonn et al. 2010，第397頁
37. 1 2  Maryam Ahamdi. . Payvand. 2010-05-30  [2011-07-08]. （原始内容存档于2010-06-03） （英语）.
38. ↑  Nima Tamaddon. . Payvand. 2010-07-07  [2011-07-08]. （原始内容存档于2010-07-10） （英语）.
39. ↑  . PressTV. 07-08-2010  [2011-07-08]. （原始内容存档于2014-04-08） （英语）.
40. ↑  Marks 2010，第296頁
41. ↑  . Britannica Online Encyclopedia.   [2011-07-09]. （原始内容存档于2012-11-23） （英语）.
42. ↑  Anthony H. Cordesman、Arleigh A. Bruke.  (PDF). Strategy Center for Strategic and International Studies. 2007-04-17  [2011-07-09]. （原始内容存档 (PDF)于2021-01-03） （英语）.
43. ↑  . BBC News. 06-08-2003  [2011-07-10]. （原始内容存档于2021-01-09） （英语）.
44. ↑  Burke & Elliot 2008，第123頁
45. ↑  . Reuters. 2011-03-05  [2011-03-05]. （原始内容存档于2013-07-04）.
46. ↑  Dubai Metro. . Eurotransport Magazine. 2010-10-19  [2011-07-10] （英语）.
47. ↑  . TehranTimes.   [2014-09-06]. （原始内容存档于2015-03-17）.
48. ↑  . Railway-Technology.com.   [2014-06-29]. （原始内容存档于2014-07-01）.
49. ↑  . Chutti.pk.   [2011-07-10]. （原始内容存档于2012-11-13） （英语）.
50. 1 2  Murray 2000，第57,99頁
51. 1 2  Trolleybus Magazine No.265（2006年1－2月） 第17-18頁
52. ↑  . Payvand. 2010-10-24  [2011-07-10]. （原始内容存档于2010-10-28） （英语）.
53. ↑  . BBCPersian.com. 2006-09-18  [2011-07-11]. （原始内容存档于2013-09-03） （波斯语）.
54. ↑  . BBC News. 09-01-2007  [2011-07-11]. （原始内容存档于2021-06-01） （英语）.
55. ↑  . Payvand. 2009-01-01  [2011-07-11]. （原始内容存档于2011-06-29） （英语）.
56. ↑  . Payvand. 2010-10-29  [2011-07-11]. （原始内容存档于2011-01-07） （英语）.
57. ↑   (PDF).   [2011-07-11]. （原始内容 (PDF)存档于2012-03-20） （英语）.
58. ↑  . 經濟學人. 2011年1月: 40.
59. ↑  Moavenzadeh, Hanaki & Baccini 2002，第145頁
60. ↑  Schuppe 2008，第23頁
61. ↑  Ansari & Martin 2002，第64頁
62. ↑  Wedgeworth 1993，第389頁
63. ↑  . Official Website of the Chinese Olympic Committee. 2004-03-27  [2011-07-12]. （原始内容存档于2020-09-21） （英语）.
64. ↑  . BBC News. 2005-03-26  [2011-07-12]. （原始内容存档于2019-10-23） （英语）.
65. ↑  Gavin 2009，第18頁
66. ↑  . Tochal Telecabin.   [2011-07-12]. （原始内容存档于2008-11-21） （英语）.
67. ↑  Donna Urschel. . Library of Congress Information Bulletin.   [2011-07-12]. （原始内容存档于2021-03-10） （英语）.
68. ↑  . guardian.co.uk. 2010-04-19  [2011-07-12]. （原始内容存档于2013-07-24） （英语）.
69. ↑  Robertson 2008，第238頁
70. ↑  Sawhney 2008，第406頁
71. ↑  . TIBF.   [2011-07-12]. （原始内容存档于2012-05-10） （英语）.
72. ↑  . Tehran Times. 2008-05-26  [2011-07-13]. （原始内容存档于2016-08-28） （英语）.
73. ↑  Aghaie 2004，第133頁
74. ↑  . Beijing's Sister Cities.   [2011-07-13]. （原始内容存档于2018-08-18） （英语）.
75. ↑  . Sister Cities of Los Angeles.   [2011-07-13]. （原始内容存档于2019-04-28） （英语）.
76. ↑  . e-guides.org.   [2011-07-13]. （原始内容存档于2012-03-08） （英语）.
77. ↑  . 万国流行网.   [2011-07-13]. （原始内容存档于2022-03-28） （中文（简体））.
78. ↑  . manila.gov.ph.   [2011-07-13]. （原始内容存档于2009-08-06） （英语）.
79. ↑  . minsk.gov.by.   [2011-07-13]. （原始内容存档于2020-12-02） （保加利亚语）.
80. ↑  . Payvand. 09-03-2001  [2011-07-13]. （原始内容存档于2020-04-11） （英语）.
81. ↑  . Dubai City Guide.   [2011-07-13]. （原始内容存档于2013-05-06） （英语）.
82. ↑  . Orexca.   [2011-07-13]. （原始内容存档于2019-05-03） （英语）.
83. ↑  .   [2011-07-13]. （原始内容存档于2020-09-21） （英语）.
84. ↑  . Tehran Times. 07-02-2008  [2011-07-13]. （原始内容存档于2016-08-28） （英语）.
85. ↑  . PressTV. 2011-04-23  [2011-07-13] （英语）.[]
86. ↑  . Mehr News. 2011-02-23  [2011-07-13] （英语）.[永久]
87. ↑  . The Observers. 02-03-2010  [2011-07-13]. （原始内容存档于2011-03-21） （英语）.
88. ↑  . Olympic Council of Asia.   [2011-07-13]. （原始内容存档于2011-05-22） （英语）.
89. ↑  . the-afc.com. 2011-01-28  [2011-07-13]. （原始内容存档于2022-03-23） （英语）.
90. ↑  . West Asian Games.   [2011-07-13]. （原始内容存档于2011-06-04） （英语）.

## 外部連結
- 谷歌地圖：德黑蘭 （页面存档备份，存于）
- 德黑蘭市議會網頁
- 德黑蘭黃頁

影像
- 當代德黑蘭－第一部 （页面存档备份，存于） 第二部 （页面存档备份，存于） 第三部 （页面存档备份，存于） (Press TV評述)
- 到訪德黑蘭
- 德黑蘭的現代化伊朗建築 （页面存档备份，存于）（6分48秒），Press TV，2010年9月26日